# Гачечиладзе, Ираклий Иванович
Ираклий Иванович Гачечиладзе — член Академии Российского телевидения, последний главный редактор «РИА Новости» до преобразования этого агентства в МИА «Россия сегодня».
Одновременно с этим являлся заместителем главного редактора RT. «РИА Новости» Гачечиладзе возглавлял только на последний период жизни агентства — на период его ликвидации перед преобразованием в МИА «Россия сегодня», при этом не оставляя работы в телекомпании Russia Today.

## Биография
Ираклий Иванович Гачечиладзе родился 9 января 1982 года. В 2003 году окончил Московский государственный университет по специальности журналистика. После окончания обучения в университете продолжил учёбу в Англии и Франции. В 2006 году во Франции защитил кандидатскую диссертацию. Звание кандидата филологических наук было получено им за диссертацию под названием «Телевидение Франции в контексте национальной культурной политики».
Параллельно с обучением начал работу на телевидении. С 2000 года Гачечиладзе являлся шеф-редактором программы «Сегодня» на НТВ, с 2006 года по окончании обучения стал работать в телекомпании RT, заняв там должность Директора Дирекции информационного вещания на английском языке.
Свободно владеет двумя иностранными языками — английским и французским.
В декабре 2013 года ликвидационной комиссией «РИА Новости» был назначен на пост главного редактора агентства на период его расформирования. По окончании процесса преобразования агентства оставил этот пост, полностью вернувшись к работе в телекомпании RT.
В 2000 году, еще в период обучения, снялся в кино в качестве актёра в фильме «Рай на улицах нашего города».
В 2007 году выступил в качестве одного из лекторов Летней школы журналистики МГУ, проводимой при поддержке ЮНЕСКО.
В качестве хобби занимается теннисом, имеет несколько любительских разрядов.